# Pampinea
Pampinea è un personaggio letterario del Decameron di Giovanni Boccaccio. 
È una delle sette fanciulle che fanno parte della brigata di giovani scappati da Firenze per evitare il contagio della peste nera e che successivamente si rifugiano in una villa sulle colline e passano il tempo raccontandosi una novella ciascuno al giorno.
Il suo nome, che Boccaccio sottolinea essere fittizio per celare la vera identità (non volendo egli "che per le raccontate cose da loro [...] alcuna di loro possa prender vergogna") significa la "rigogliosa", e viene usato dall'autore anche nella Comedia delle ninfe fiorentine e nel Bucolicon Carmen.
Pampinea è la più grande delle donne (ha ventotto anni, come si dice nell'introduzione alla prima giornata) ed è anche colei che convince il gruppo a fuggire dalla città. Per questo viene nominata per prima "regina", colei cioè che comanda la prima giornata.

## Novelle

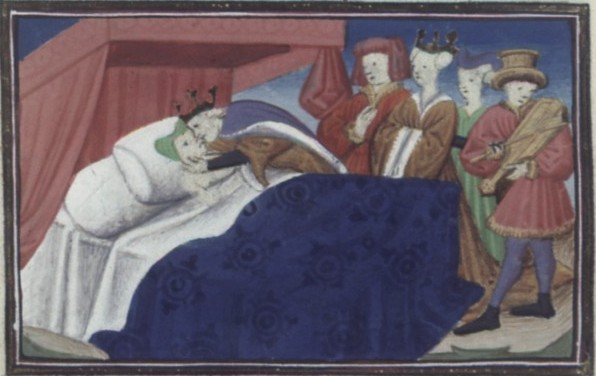
Pietro d'Aragona bacia l'inferma Lisa Puccini (al suo seguito la moglie Costanza di Hohenstaufen)

Le dieci novelle raccontate da Pampinea sono:
1. Maestro Alberto da Bologna onestamente fa vergognare una donna, la quale lui d'esser di lei innamorato voleva far vergognare (I, 10).
2. Tre giovani, male il loro avere spendendo, impoveriscono; dei quali un nepote con uno abate accontatosi tornandosi a casa per dispe lui truova essere la figliuola del re d'lnghilterra, la quale lui per marito prende e de' suoi zii ogni danno ristora, tornandogli in buono stato (II, 3).
3. Un pallafrenier giace con la moglie d'Agilulf re, di che Agilulf tacitamente s'accorge; truovalo e tondelo; il tonduto tutti gli altri tonde, e così campa della mala ventura (III, 2).
4. Frate Alberto dà a vedere ad una donna che l'Agnolo Gabriello è di lei innamorato, in forma del quale più volte si giace con lei; poi, per paura de' parenti di lei della casa gittatosi, in casa d'uno povero uomo ricovera, il quale in forma d'uomo salvatico il dì seguente nella piazza il mena, dove, riconosciuto, è da' suoi frati preso e incarcerato (IV, 2).
5. Gian di Procida trovato con una giovane amata da lui, è stata data al re Federigo, per dovere essere arso con lei è legato ad un palo; riconosciuto da Ruggieri de Loria, campa e divien marito di lei (V, 6).
6. Cisti fornaio con una sola parola fa raveder messer Geri Spina d'una sua trascutata domanda (VI, 2).
7. Madonna Isabella con Leonetto standosi, amata da un messer Lambertuccio, è da lui visitata; e tornando il marito di lei, messer Lambertuccio con un coltello in mano fuor di casa ne manda, e il marito di lei poi Leonetto accompagna (VII, 6).
8. Uno scolare ama una donna vedova, la quale, innamorata d'altrui, una notte di verno il fa stare sopra la neve ad aspettarsi; la quale egli poi, con un suo consiglio, di mezzo luglio ignuda tutto un dì la fa stare in su una torre alle mosche e a' tafani e al sole (VIII, 7).
9. Talano d'Imolese sogna che uno lupo squarcia tutta la gola e 'l viso alla moglie; dicele che se ne guardi; ella nol fa, e avvienle (IX, 7).
10. Il re Piero, sentito il fervente amore portatogli dalla Lisa inferma, le conforta, e appresso ad un gentil giovane la marita; e lei nella fronte baciata, sempre poi si dice suo cavaliere (X, 7).